# 31000 Рокчик
31000 Рокчик (31000 Rockchic) — астероїд головного поясу, відкритий 11 листопада 1995 року.
Тіссеранів параметр щодо Юпітера — 3,220.